# Mala Pristava, Pivka
Mala Pristava este o localitate din comuna Pivka, Slovenia, cu o populație de 74 de locuitori.